# 1211 هـ
1211 هـ هي سنة في التقويم الهجري امتدت مقابلةً في التقويم الميلادي بين سنتي 1796 و1797.

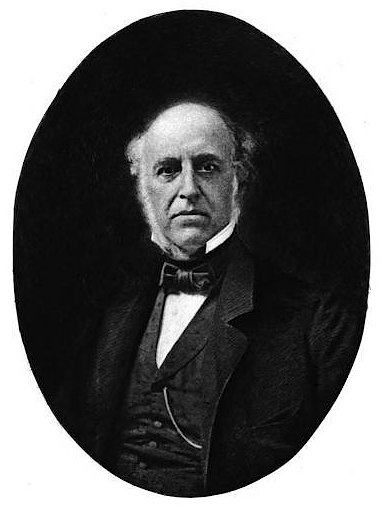
توماس بولفينش

## مواليد
- الطيب بوعشرين، فقيه وصدر أعظم مغربي.
- أكنسوس
- توماس بولفينش
- حسين بن دلدار علي الهندي
- دارا القاجاري
- عبد القادر السنندجي

## وفيات
- محمد خان القاجاري
- سليمان باشا الجليلي.